# Steraechmella buski
Steraechmella buski är en mossdjursart som beskrevs av Lagaiij 1952. Steraechmella buski ingår i släktet Steraechmella och familjen Microporidae. Inga underarter finns listade i Catalogue of Life.